# Luke Mbete
Luke Mbete-Tabu, född 18 september 2003 är en engelsk-kongolesisk fotbollsspelare som spelar för Northampton Town, på lån från Manchester City i Premier League. Anledningen till Mbetes framgång sägs vara hans otroliga passion för grenen. Han spelade alltid fotboll i skolan. 